# Keren Ann
Keren Ann (hebrejsky קרן אן‎, Keren An, celým jménem קרן אן זיידל‎, Keren An Zejdel; * 10. března 1974, Caesarea) je izraelská zpěvačka, textařka, skladatelka a hudební producentka, žijící v Paříži.

## Biografie
Narodila se v izraelské Caesareji rodičům rusko-židovského a nizozemsko-javánského původu, a v jedenácti letech se s nimi přestěhovala do Paříže. Plynně hovoří hebrejsky, anglicky a francouzsky. K roku 2012 vydala šest sólových alb: 101 (2011), Keren Ann (2007), Nolita (2005), Not Going Anywhere (2003), La Disparition (2002) a La Biographie De Luka Philipsen (2000). Řadu jejích písní mají v repertoáru hudební umělci, jako například Henri Salvador, Jane Birkin, Francoise Hardy, Rosa Passos, Jacky Terasson, Emmanuelle Seigner a Benjamin Biolay. Její hudba se též objevila v televizních seriálech Chirurgové, Odpočívej v pokoji, Velká láska a Deux Jours à Tuer.

## Alba
- La Biographie de Luka Philipsen EMI (2000–2001)
- La Disparition EMI (2002)
- Not Going Anywhere Capitol Records (2003)
- Nolita Metro Blue/Blue Note U.S a EMI (2004–2005)
- Keren Ann Metro Blue/Blue Note U.S a EMI (2006–2007)
- 101 EMI (2011)